# جاك سالز
جاك سالز (20 أبريل 1987 بمونبلييه في فرنسا - ) (بالفرنسية: Jacques Salze)‏ هو لاعب كرة قدم فرنسي في مركز الدفاع. لعب مع نادي كان ونادي كريتيل ونادي كليرمونت 63.

## وصلات خارجية
- جاك سالز على موقع قاعدة بيانات كرة القدم.إي يو (الإنجليزية)
- جاك سالز على موقع Soccerway.com (الإنجليزية)